# ديفيد فراي (عازف بيانو)
ديفيد فراي (بالفرنسية: David Fray)‏ هو عازف بيانو فرنسي، ولد في 24 مايو 1981 في تارب في فرنسا.

## وصلات خارجية
- ديفيد فراي على موقع مونزينجر (الألمانية)
- ديفيد فراي على موقع ميوزك برينز (الإنجليزية)
- ديفيد فراي على موقع أول ميوزيك (الإنجليزية)
- ديفيد فراي على موقع ديسكوغز (الإنجليزية)